# Alfons Huber
Alfons Huber (født 14. oktober 1834 i Tyrol, død 23. november 1898 i Wien) var en østrigsk historieskriver.
Huber blev 1863 professor i historie ved universitetet i Innsbruck, og forflyttedes 1887 til universitetet i Wien. Hans hovedværk er Geschichte Österreichs i Heeren og Ukerts Geschichte der europäischen Staaten, af hvilket der er udkommet 5 bind (til 1648) (1885—96). Desuden har han udgivet Die Waldstätte Uri, Schwyz und Unterwalden bis zur festen Begründigung der Eidsgenossenschaft (1861), Geschichte der Vereinigung Tirols mit Österreich (1864), Geschichte der österreichischen Verwaltungsorganisation bis zum Ausgange des 18. Jahrhundert (1884), Österreichische Reichsgeschichte (1895, 2. udgave 1901).